# ستار بهلول‌زاده
ستار بهلول‌زاده (ترکی آذربایجانی: Səttar Bəhlulzadə) یکی از برجسته‌ترین نقاشان اهل جمهوری آذربایجان بود.

## زندگی‌نامه
ستار بهلول‌زاده در ۱۵ دسامبر سال ۱۹۰۹ میلادی در روستای امیرجان باکو زاده شد. در سال ۱۹۲۷، در مدرسه نگارگری تحصیل کرد. در سال ۱۹۳۱، در
مکتب نقاشی آذربایجان به تحصیلات خود ادامه داد. در سال ۱۹۳۳، وارد دانشکده دولتی نقاشی مسکو شد. در سال ۱۹۴۱، از دانشکده نقاشی مسکو به نام «سوریکف» دانش‌آموخته گردید. وی تأثیرات زیادی از معلمان خود -مارک شاگال و ولادیمیر فاورسکی- گرفت. اولین قرم‌های خود در زمینه نقاشی را با انتشار کاریکاتورهای خود در روزنامه «کمونیست» که مسئولیت ریاست آن بر عهده عظیم عظیم‌زاده بود، برداشت.
وی دو بار نشان پرچم سرخ کار و چند بار مدالهایی دریافت کرد. آثار وی در موزه ملی هنر جمهوری آذربایجان، نگارخانه دولتی نقاشی آذربایجان و در چندی از موزههای شهر مسکو مورد نگهداری می‌باشند.
وی در ۱۴ اکتبر سال ۱۹۷۴ در مسکو زندگی را وداع گفت.

## فعالیت هنری

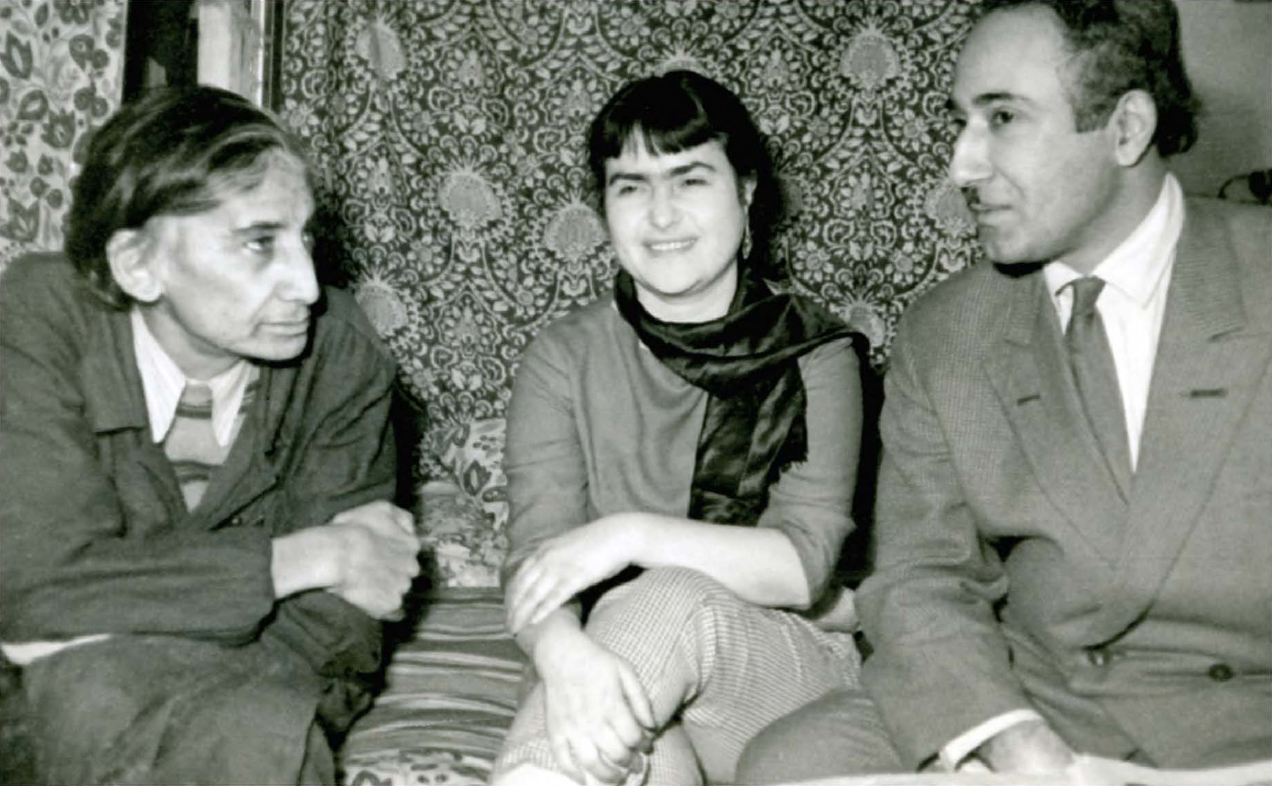
هنرمندان آذربایجانی؛ ستار بهلول زاده، خالده صفرووا، محمود تقی اف

ستار بهلول‌زاده بعد از آنکه از مسکو به باکو برگشت، کشیدن تصویرهای در موضوعات تاریخی و ایجاد تک‌چهرههای چهره‌های تاریخی نظیر جنبش خرمدینان، فتحعلی‌خان قاجار و… را به یکی از محورهای فعالیتش تبدیل نمود. پس از پایان جنگ جهانی دوم به توصیف میدان‌های نفتی آب‌شوران و مناظر باغ‌ها و روستاها پرداخت.
با مرور زمان، گرایش به کشیدن نقاشی‌های چشم‌اندازهای طبیعت در آفرینش ستار بهلولزاده تشدید یافته و وی شروع به کشیدن آثار بهتری در شیوه منظره‌نگاری نمود. بین سال‌های ۱۹۴۷–۴۷، در نمایشگاههای سراسری کشور مجموعه ای از آثار ستار بهلول‌زاده موسوم به «اتودهای آب‌شوران» که شامل تصاویر میدان‌های نفتی بوزوونا و روستای امیرجان بود، در معرض نمایش گذاشته می‌شدند.

## نگارخانه

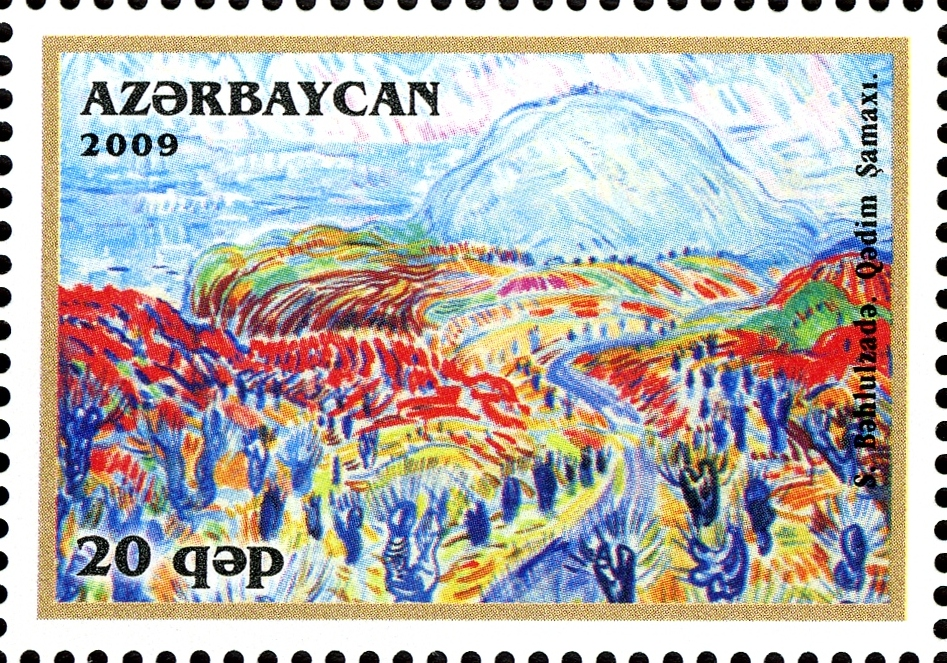
شماخی باستانی.
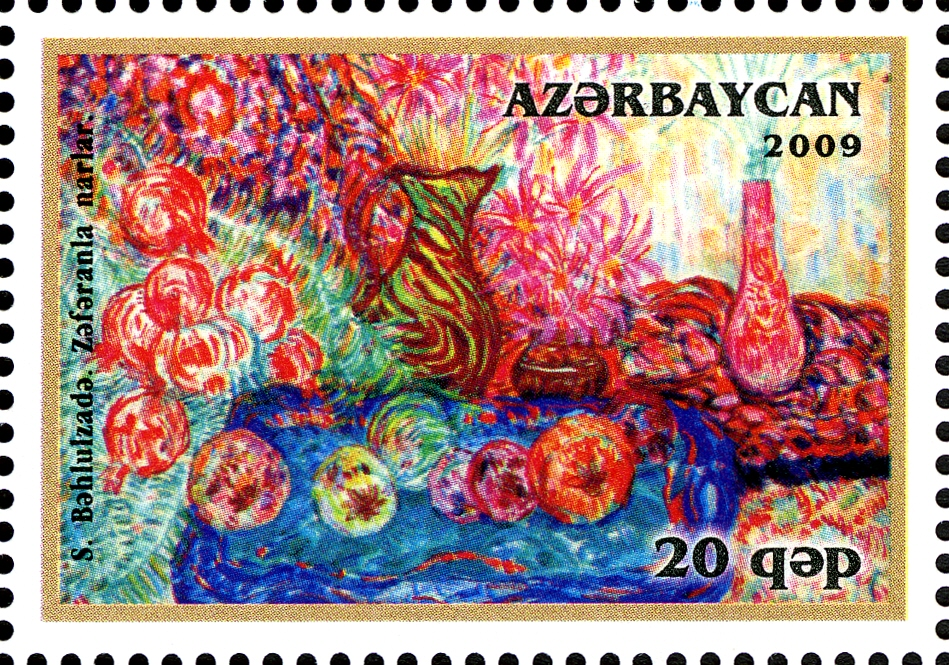
زعفران در کنار انار.
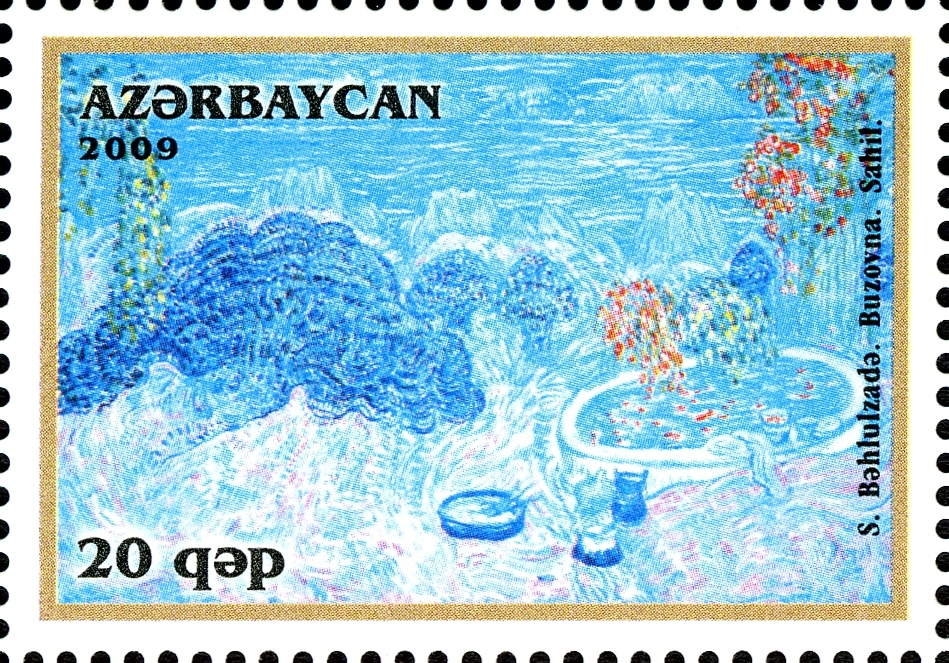
ساحل بوزوونا.
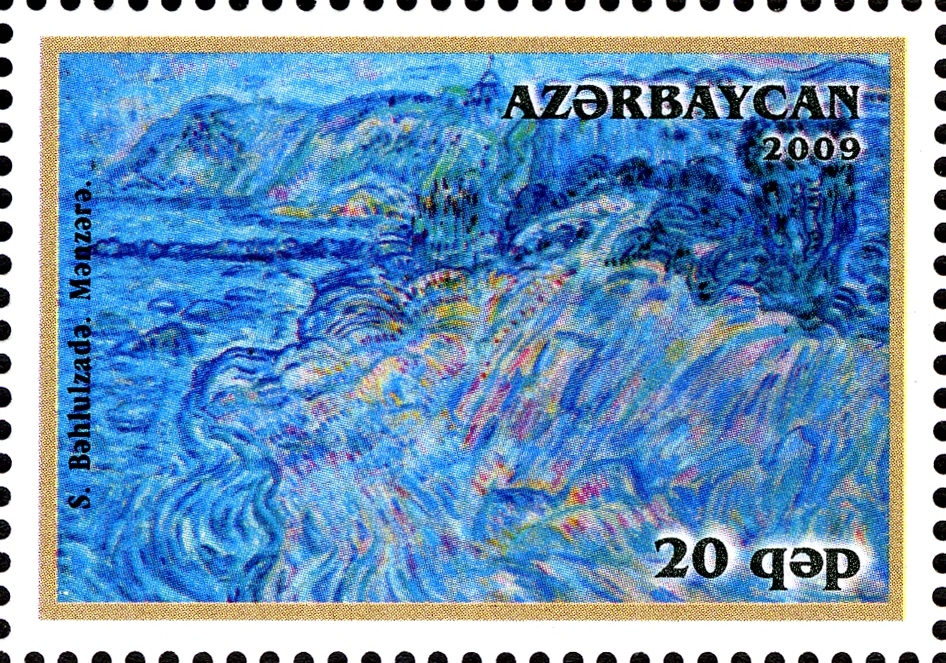
چشم‌انداز.
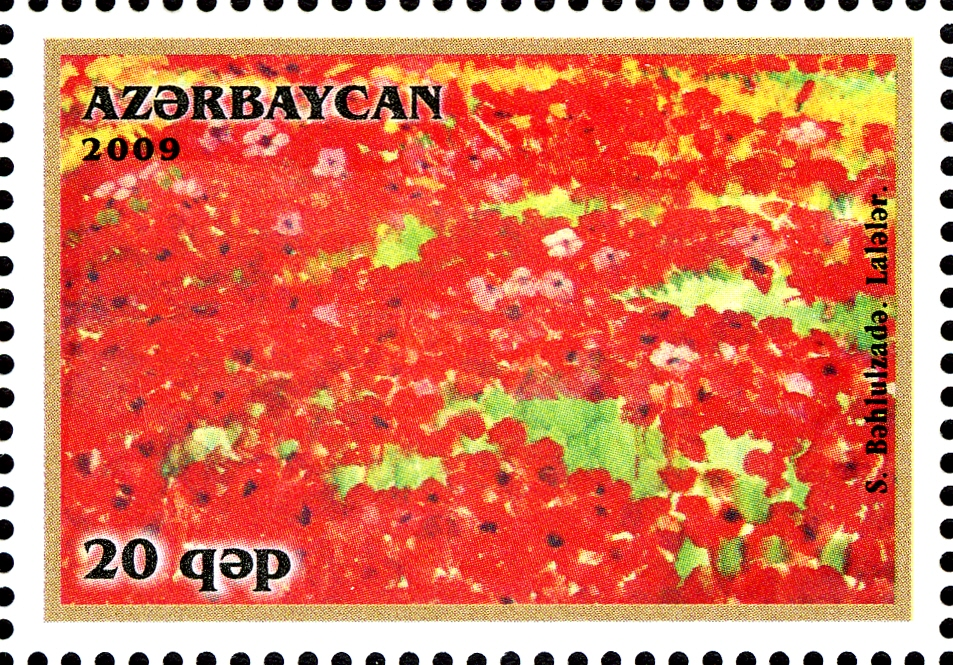
شقایق‌ها.
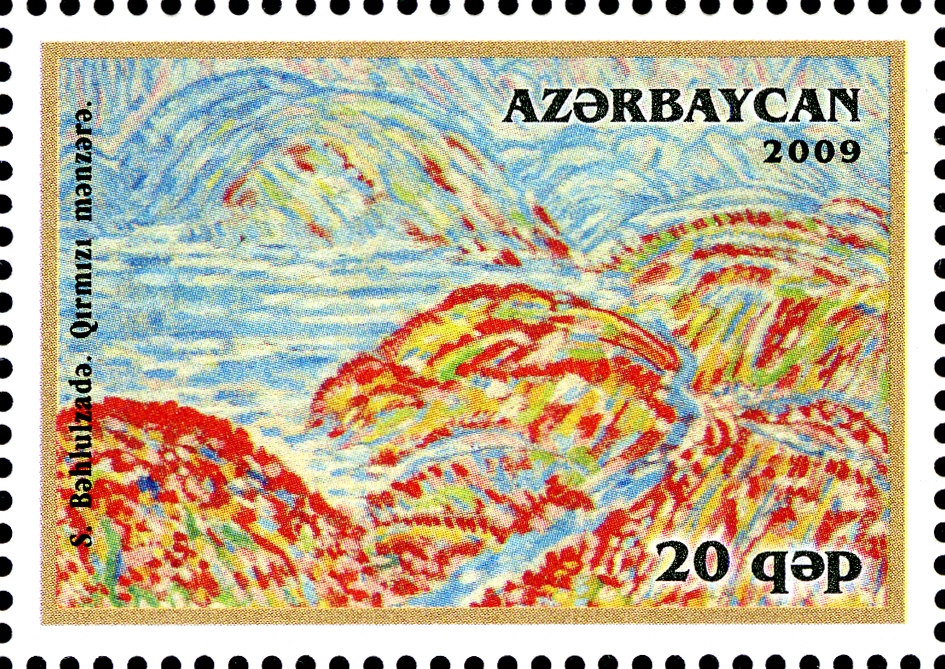
منظرهٔ قرمز رنگ.